# David Llewellyn (homme politique britannique)
David Treharne Llewellyn (17 janvier 1916 - 9 août 1992), est un homme politique conservateur britannique et ministre adjoint.

## Biographie
Llewellyn est le troisième fils de l'industriel gallois David Llewellyn, 1er baronnet et le frère cadet de Rhys et Harry Llewellyn. Il siège en tant que député de Cardiff North de 1950 à 1959 et sert sous Winston Churchill en tant que sous-secrétaire d'État au ministère de l'Intérieur de 1951 à 1952. Il est créé chevalier, pour les services politiques et publics, dans la liste d'honneur du Nouvel An 1960.
Llewellyn épouse Joan Anne Williams (1916-2013), qui est à la tête du bureau de chiffrement du Cabinet Office pendant la guerre. Ils ont deux fils et une fille.